# بخش مرکزی شهرستان گمیشان
بخش مرکزی شهرستان گمیشان یکی از بخش‌های شهرستان گمیشان در استان گلستان ایران است.

## جمعیت
براساس سرشماری مرکز آمار ایران در سال ۱۳۹۰، جمعیت بخش مرکزی شهرستان گمیشان ۳۲۵۴۷ نفر بوده‌است.

## تقسیمات کشوری
بخش مرکزی شهرستان گمیشان از دو دهستان تشکیل شده‌است:
- دهستان جعفربای غربی
- دهستان نفتلیجه

شهرها:گمیشان